# Paragymnopleurus striatus
Paragymnopleurus striatus är en skalbaggsart som beskrevs av Sharp 1875. Paragymnopleurus striatus ingår i släktet Paragymnopleurus och familjen bladhorningar. Inga underarter finns listade i Catalogue of Life.